# Вознесенка (Солтонский район)
Вознесенка — посёлок в Солтонском районе Алтайского края. Входит в состав Сузопского сельсовета.

## История
Основан в 1885 г. В 1928 году деревня Вознесенка состояла из 52 хозяйств, основное население — русские. В административном отношении входило в состав Сузопского сельсовета Солтонского района Бийского округа Сибирского края.

## Население
| 1926 | 1997 | 1998 | 1999 | 2000 | 2001 |
| ---- | ---- | ---- | ---- | ---- | ---- |
| 264  | ↘5   | →5   | →5   | ↘2   | →2   |
| 2005 | 2006 | 2007 | 2010 |      |      |
| ↗5   | →5   | →5   | ↘0   |      |      |

Национальный состав
Согласно результатам переписи 2002 года, в национальной структуре населения русские составляли 100 %.